# Martin Freinademetz
Martin Freinademetz (ur. 10 grudnia 1969 w Innsbrucku) – austriacki snowboardzista. Zajął 7. miejsce w gigancie na igrzyskach w Nagano. Nie startował na mistrzostwach świata w snowboardzie. Najlepsze wyniki w Pucharze Świata osiągnął w sezonie 1997/1998, kiedy to zajął 37. miejsce w klasyfikacji generalnej.
W 1998 r. zakończył karierę.

## Sukcesy

### Igrzyska olimpijskie
| Miejsce | Dzień    | Rok  | Miejscowość | Konkurencja | Zwycięzca       |
| ------- | -------- | ---- | ----------- | ----------- | --------------- |
| 7.      | 8 lutego | 1998 | Nagano      | Gigant      | Ross Rebagliati |

### Puchar Świata

#### Miejsca w klasyfikacji generalnej
- 1996/1997 - 107.
- 1997/1998 - 37.

#### Miejsca na podium
1. Yakebitaiyama – 15 lutego 1997 (Gigant) - 3. miejsce
2. Zell am See – 21 listopada 1997 (Gigant) - 2. miejsce
3. Sölden – 29 listopada 1997 (Gigant) - 1. miejsce